# Elsenstraße
Die Elsenstraße befindet sich in den Berliner Ortsteilen Alt-Treptow und Neukölln. Sie beginnt An den Treptowers und der Martin-Hoffmann-Straße und endet am  Kiehlufer des Neuköllner Schifffahrtskanals. Sie ist nach den Elsen benannt, einer anderen Bezeichnung für Erlen. Der Verlauf der Hausnummern ist nach dem Prinzip der Hufeisennummerierung geordnet. Die Hausnummern 42–84 liegen in Neukölln, während die Hausnummern 1–41 und 86–115 in Alt-Treptow vergeben wurden.

## Geschichte
Bis in die Mitte des 19. Jahrhunderts lag das heutige Straßenland noch außerhalb der Berliner Stadtgrenze. Hinter dem Schlesischen Tor befand sich ein Mischwald der Köllnischen Heide, der Schlesische Busch. Südlich dieses – als Niederwald genutzten – Gebietes ist auf alten Karten ein Exerzierplatz verzeichnet. Die Fläche südlich dieses Platzes wurde mit Elsen bepflanzt, um auch sie als Bruchwald zu nutzen, den Elsenbusch. Der Wald wurde mit der Elsen-Allee erschlossen, die gemeinsam mit der Straße Nr. 42 im Jahr 1895 in die heutige Bezeichnung Elsenstraße umbenannt wurde. Allerdings führte die Straße 1902 noch vom Bahnhof Treptow (heute: Bahnhof Treptower Park) bis zur Kaiser-Friedrich-Straße (die heutige Sonnenallee), drei Jahre später zum Köllnischen Ufer, dem heutigen Kiehlufer, in Neukölln. Von 1913 bis 1973 fuhr eine Straßenbahn durch die Elsenstraße. Sie wurde in Teilabschnitten zwischen 1952, 1961 und 1973 stillgelegt.
Zur Zeit des Zweiten Weltkriegs rettete der Rotarmist Trifon Andrejewitsch Lukjanowitsch einem deutschen Mädchen an der Straßenkreuzung Elsenstraße/S-Bahnhof Treptower Park das Leben. Es war in die Kampfhandlungen geraten und saß weinend neben der toten Mutter. Lukjanowitsch wurde dabei schwer verletzt und starb später. Die Geschichte wurde vom sowjetischen Schriftsteller Boris Nikolajewitsch Polewoi überliefert. In diesem Zusammenhang wird gelegentlich behauptet, dass diese Begebenheit als Vorlage für die Statue im Sowjetischen Ehrenmal im Treptower Park gedient haben soll. Dazu befragt betonte der Bildhauer des Werkes, Jewgeni Wiktorowitsch Wutschetitsch, dass er „nicht an eine konkrete Begebenheit gedacht habe, als er die Figur entwarf.“ Mit dem Mauerbau wurde die Elsenstraße 1961 unterbrochen, lag der südliche Teil doch in Neukölln und damit in West-Berlin und der nördliche Teil in Ost-Berlin. Allerdings befand sich in der Elsenstraße nach dem 13. August 1961 noch einer von 13 verbliebenen Straßenübergängen. Zehn Tage später wurde auch diese Übergangsstelle geschlossen. Nördlich der Abzweigung zur Heidelberger Straße in Richtung Park sind Fundamentreste der Hinterlandmauer sichtbar.

## Fluchtversuche
Aus der Zeit der deutschen Teilung sind zwei erfolgreiche Fluchtversuche dokumentiert: der Bau eines Tunnels aus dem Keller einer West-Berliner Kneipe sowie der Durchbruch mit einem NVA-Schützenpanzerwagen.

### Tunnelbauten

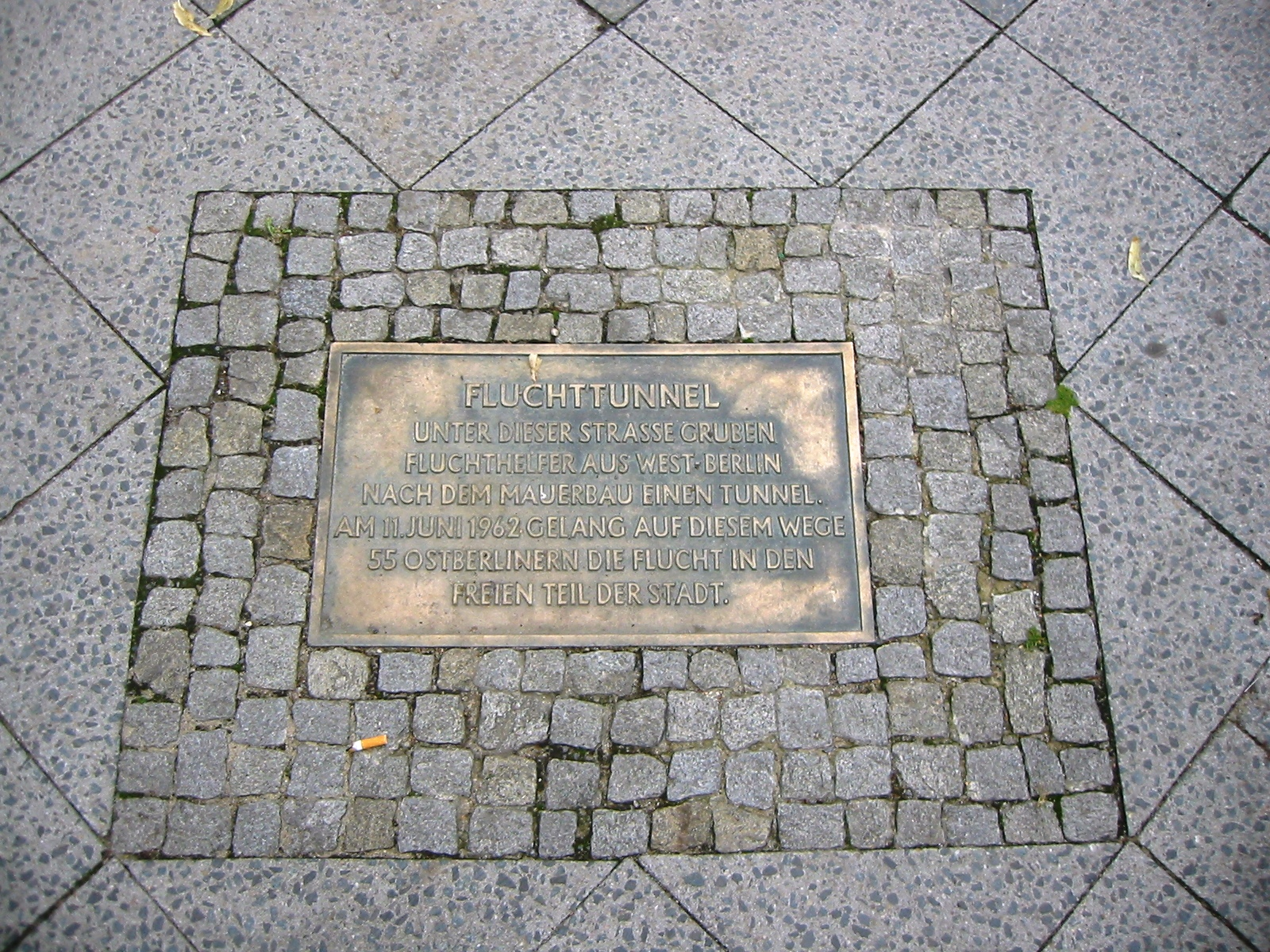
Gedenktafel an den Fluchttunnel

In dem Keller der Kneipe Heidelberger Krug an der Elsen- /Ecke Heidelberger Straße gruben im Mai 1962 unter der Leitung des ehemaligen Ost-Berliner Radrennfahrers Harry Seidel mehrere Personen einen Tunnel in Richtung Osten. Ihr Ziel war der Keller eines unbeteiligten Ost-Berliner Fotografen. Über die Hinterhöfe des Kneipenkellers wurde der Aushub abtransportiert. Überlieferungen zufolge gelangten am 10. und 11. Juni 1962 mehr als 50 Personen über diesen Weg in den Westen. Die Bild-Zeitung berichtete – zum Jahrestag des Mauerbaus – über die erfolgreiche Flucht durch den Tunnel, der den einprägsamen Namen Pfingsttunnel erhielt, weil gerade Pfingsten war. Ein weiterer Tunnelbau in Richtung Elsenstraße 86 scheiterte. Heute erinnert eine Gedenktafel an die Tunnelbauten.

### Durchbruch mit einem Schützenpanzerwagen
Am 17. April 1963 entwendete der NVA-Zivilangestellte Wolfgang Engels auf dem Kasernengelände in Magerviehhof Friedrichsfelde einen Schützenpanzerwagen vom Typ BTR-152. Er fuhr mit dem Fahrzeug unentdeckt bis an die Elsenstraße. Unterwegs fragte er Passanten, ob sie mit ihm flüchten möchten, was diese jedoch verneinten. Anschließend fuhr er mit dem Schützenpanzerwagen direkt gegen die Mauer. Teile des Bauwerks gaben nach, der Wagen blieb aber in dem Durchbruch stecken. Der Flüchtende versuchte, die übrigen Barrieren zu überwinden, als Grenztruppen das Feuer eröffneten. Engels und ein West-Berliner Polizist wurden getroffen; er konnte sich aber in eine Kneipe in West-Berlin retten.

## Bauwerke und Denkmale

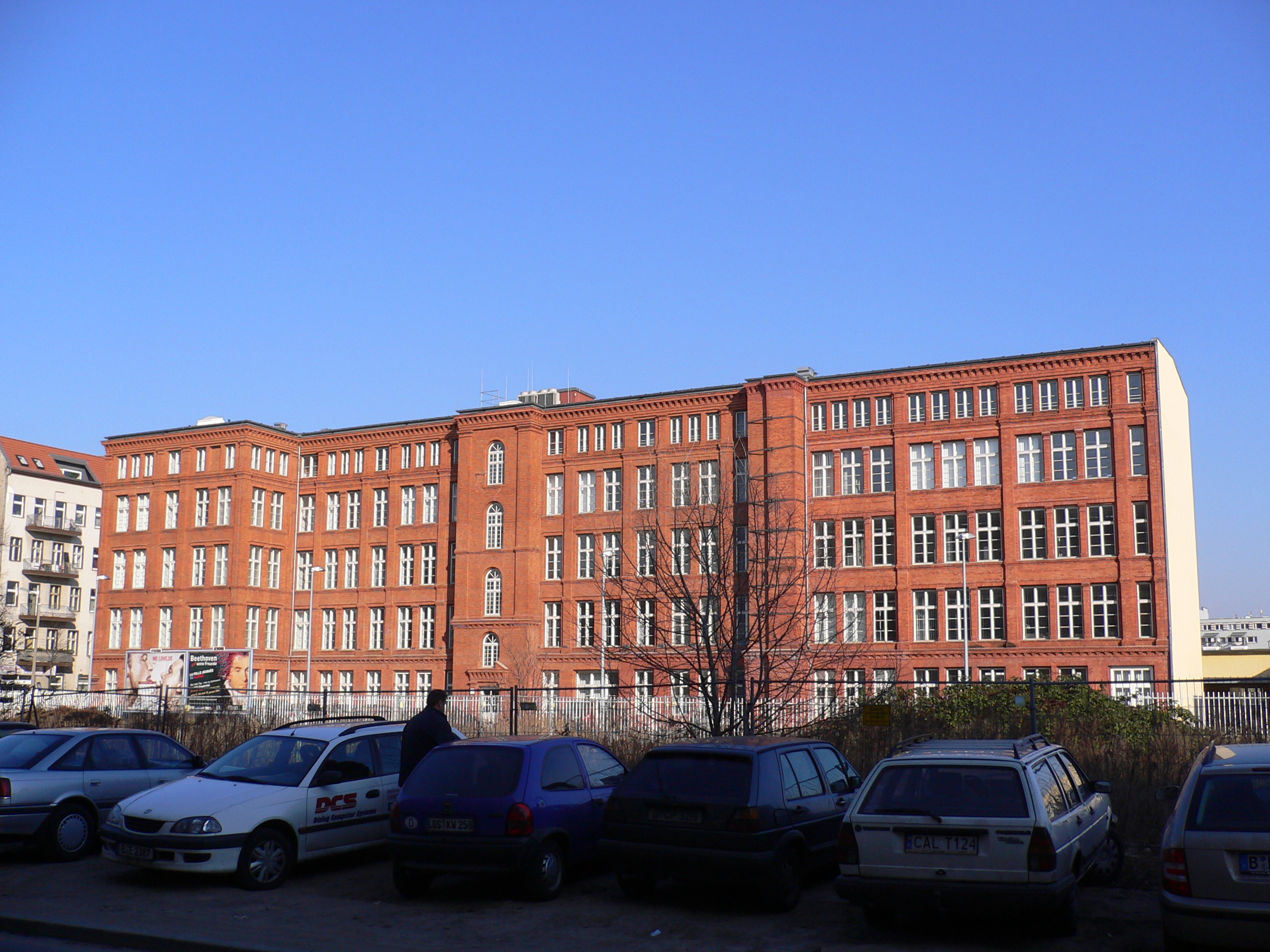
Ehemalige Lampen-Fabrik Ehrich & Graetz in Treptow, heute: Siemens

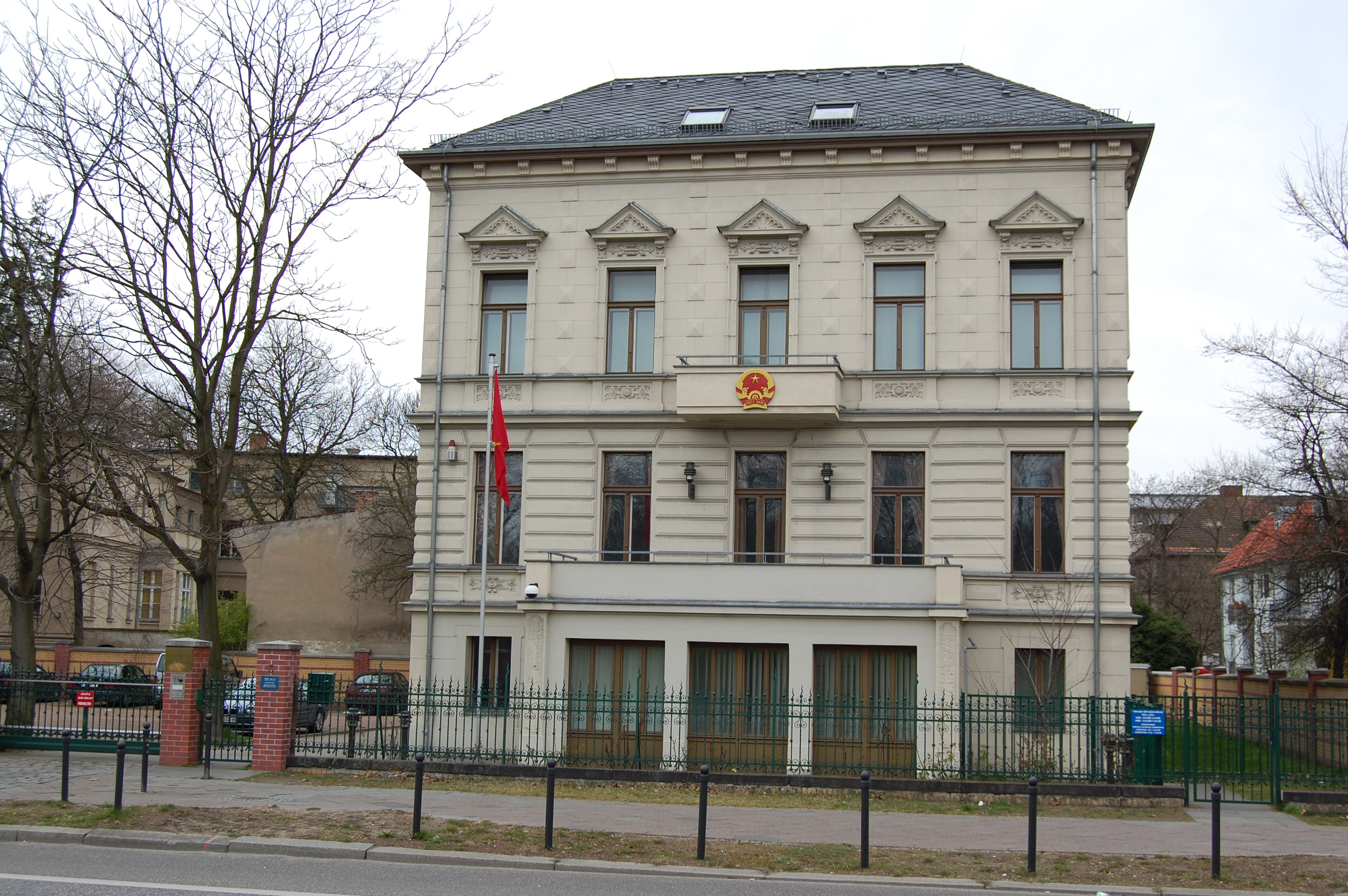
Vietnamesische Botschaft in Berlin

- Im Gebäude Hausnummer 1 befindet sich das Ärztehaus Treptow mit Kunst am Bau, daneben die Vietnamesische Botschaft in einem denkmalgeschützten Bauwerk von Carl Kneifel aus den Jahren 1889 und 1990.[12] Der Gesamtbereich Elsenstraße 1–4 mit Puschkinallee, Eichenstraße und Hoffmannstraße bildet ein früheres Villenensemble und steht unter Denkmalschutz.[13]
- In der Elsenstraße 3 befindet sich die Botschaft Vietnams.
- Elsenstraße 5–8 war die Adresse eines Feierabendheims, das 1882/1883 nach Plänen des Architekten Bernhard Felisch als Altersheim der Friedrich-Wilhelm-Viktoris-Stiftung errichtet worden war. Von den ursprünglichen zwei miteinander verbundenen Landhäusern wurde eines in den 1960er Jahren durch einen Neubau ersetzt. Das andere war zu DDR-Zeiten ein Baudenkmal.[14] In den Neubau sind nach 1990 Dienstleister eingezogen, unter anderem ein Kosmetikinstitut.
- Kasernengelände Am Treptower Park, Elsenstraße 9–22, 1908 für das Telegraphen-Bataillon Nr. 1 der preußischen Armee angelegt: Nach dem Zweiten Weltkrieg überwachte die Rote Armee von hier aus unter anderem den Bau des Sowjetischen Ehrenmals im Treptower Park. Seit 1999 wird der Gebäudekomplex vom Bundeskriminalamt (BKA) und dem Gemeinsamen Terrorismusabwehrzentrum des BKA sowie dem Bundesamt für Verfassungsschutz genutzt.
- Bahndamm und Brücke der Bahnstrecke Berlin–Görlitz aus dem Jahr 1865: Die Gleise der von der Berlin-Görlitzer Eisenbahn-Gesellschaft 1866/1867 eröffneten Strecke nach Görlitz wurden 1906 hochgelegt, um Kreuzungen mit dem Straßenverkehr zu vermeiden.[15]
- Weiter südlich steht der 1899 fertiggestellte Bau der ehemaligen Lampen-Fabrik Ehrich & Graetz. Graetz begann 1925 mit der Fertigung von Radios und verlegte nach dem Zweiten Weltkrieg seinen Sitz nach Altena in Westfalen. Zu DDR-Zeiten befand sich in den Gebäuden der zum RFT gehörende VEB Fernmeldewerk, Berlin Treptow (Funkwerk Treptow). Die Backsteinbauten wurden nach 1990 saniert und werden seitdem vom Siemens-Konzern genutzt.
- Im Bereich Elsenstraße 29/29a, 31/32 und Karl-Kunger-Straße 37–41 stehen Wohntrakte, die 1927/1928 für die Bau- und Spargenossenschaft Berlin GmbH errichtet wurden. Sie basieren auf Entwürfen von Walter Borchard und wurden in die bereits vorhandenen älteren Wohntrakte eingefügt. Die fünfgeschossigen Gebäude waren bis 1990 ebenfalls gelistete Baudenkmale.[14]
- Im Haus mit der Nummer 52 lebte von 1924 bis 1933 der Gewerkschafter, Politiker (SPD, USPD) und Widerstandskämpfer Franz Künstler. An ihn erinnert eine Berliner Gedenktafel.
- Zwischen der oben genannten Brücke und der Puschkinallee stand bis um das Jahr 2000 eine Reihe miteinander verbundener Flachbauten. Diese wurden nach dem Mauerfall von mehreren kleinen Läden intensiv genutzt. Der Trakt wurde im Zusammenhang mit dem Bau des Park Centers Treptow abgerissen.